# Zirkusbrand von Niterói
Der Zirkusbrand von Niterói ereignete sich am 15. Dezember 1961 in der Stadt Niterói im brasilianischen Bundesstaat Rio de Janeiro. Dabei starben bis zu 500 Menschen, 800 weitere wurden zum Teil schwer verletzt. Ein großer Teil der Opfer waren Kinder.

## Hergang
Während einer ausverkauften Darbietung des Gran Circus Norte-Americano mit etwa 3000 Zuschauern wurde von Trapezkünstlern während ihrer Darbietung ein Feuer bemerkt. In weniger als 5 Minuten breitete sich das Feuer großflächig auf das Zirkuszelt aus. Das Zelt bestand laut dem indischen Hersteller aus Nylon und wurde vom Zirkus als moderne Neuerung beworben.
Durch das Feuer wurden die Spannseile zerstört und die Reste des brennenden Zelts stürzten auf die fliehenden Zuschauer. Vielen Zuschauern war es angesichts der schnellen Ausbreitung des Feuers nicht möglich gewesen, sich rechtzeitig in Sicherheit zu bringen. Insgesamt befanden sich etwa 3000 Zuschauer, 80 Zirkusarbeiter und 120 Tiere im Zelt, wobei die in Panik geratenen Tiere und die instinktiv in die Arena fliehenden Kinder zusätzlich zur chaotischen Situation beitrugen.

## Brandursache
Eine Untersuchung ergab Brandstiftung als Brandursache. Ein Tagelöhner, der zwei Tage zuvor vom Zeltaufbau entlassen wurde, wurde in einem Prozess zusammen mit zwei angeblichen Helfern schuldig gesprochen. Diese offizielle Version wird allerdings angezweifelt. Auch ein technischer Defekt wird vermutet.

## Opferzahl
Es starben bis zu 500 Menschen. Die genaue Opferzahl ist nicht bekannt. Auf dem örtlichen Friedhof Marui finden sich 300 Gräber, die direkt dem Zirkusbrand zugeordnet werden können. Wie viele Menschen später an den Folgen des Brands starben, ist nicht bekannt.